# Heroes of Normandie
Heroes of Normandie est un jeu de société édité par la société française Devil Pig Games situé dans le contexte de la Seconde Guerre mondiale.

## Financement
Le jeu a été financé sur Kickstarter à hauteur de 150 476 £ par 955 contributeurs pour 30 000 £ demandés. Une seconde campagne pour un compendium a levé 212 098 € via 2 002 contributeurs pour 40 000 € initialement demandés. Depuis, de nombreuses extensions ont pu voir le jour que ce soit des punchboards qui ajoutent des unités, des nouveaux terrains, des scénarios packs reprenant des batailles célèbre (Carentan, Pegasus Bridge, Sainte-Mère-Eglise), l'armée du Commonwealth. 
Le jeu est illustré par Alexandre Bonvalot (personnages, packaging), Olivier Derouetteau (terrains, objets), Yann et Clem (unités, design des éléments de jeu). 

## Heroes System Tactical Scale
Le système de jeu générique utilisé est le Heroes System Tactical Scale, utilisé aussi dans Shadows over Normandie, Heroes of Black Reach (sortie 2018 - sous licence Warhammer 40,000 de Games Workshop) et Heroes of Stalingrad (kickstarter en 2018 - sortie officielle estimée à fin 2018). Ce système de jeu consiste à atteindre un objectif de jeu en un certain nombre de tours de jeu. Chaque tour est divisé en 3 étapes : Phase d'Ordre, Phase d'Activation et Phase de Réserve.
Le point fort de ce système par rapport aux autres wargames est la présence de l'intégralité des informations concernant une unité directement sur son pion, sous forme de valeurs ou de symboles. De même, le terrain quadrillé et illustré présente toutes les caractéristiques qui modifient les règles sous forme de symboles. Tout se trouve en permanence sous les yeux sans avoir à faire appel à des fiches d'informations pour chaque unité.
L'autre point fort concerne les cartes Action qui introduisent le côté hollywoodien du jeu et la part de chaos. Celles-ci permettent de retourner des situations, voir de créer des combos de cartes. La main de cartes est complétée à la fin de chaque tour, les cartes ont donc une place importante dans votre tactique à chaque tour..

### Phase d'Ordre
Chaque joueur va déterminer le nombre de pion Ordre auquel il aura droit à l'aide de la capacité spéciale Ordre présente sur les tuiles de recrutement et les unités de son armée. Chaque joueur les posera ensuite sur ses unités de manière à être seul à les voir. Une fois cela fait, la Phase d'Activation commence.

### Phase d'Activation
Alternativement, chaque joueur va révéler ses pions Ordre dans l'ordre des chiffres indiqués dessus? D'abord l'Ordre 1 du joueur avec l'initiative, puis l'Ordre 1 de son adversaire, etc. Lors de chaque activation, l'Unité activée pourra soit faire une Action de Tir, soit faire une Action de Mouvement (ou activer une capacité spéciale qui remplacera leur Action de Mouvement ou de Tir).
Une fois toutes les unités ayant reçu un pion Ordre activées, la phase de Réserve commence.

### Phase de Réserve
Durant cette phase, le joueur avec l'initiative pourra faire une Action de Mouvement avec toutes ses unités n'ayant pas été activées lors de la Phase d'Activation. Puis, ce sera au tour de son adversaire. Enfin, l'initiative changera de main et un nouveau tour commencera.

## Jeu de cartes
Il a été décliné sous la forme d'un jeu de cartes tactique en 2017 sous le titre Heroes of Normandie: The Tactical Card Game. Cette version a également été financée sur Kickstarter (149 414 € récoltés via 1 908 contributeurs pour 10 000 € demandés).

## Jeu vidéo
Heroes of Normandie a été adapté en jeu vidéo de stratégie au tour par tour. Il a été développé par Cat Rabbit et édité par Slitherine Ltd. et est sorti en 2015 sur Windows et iOS.
Cette adaptation a reçu la note de 6/10 dans le magazine Canard PC.